# Марк Кальпурний Бибул
Марк Кальпу́рний Би́бул (лат. Marcus Calpurnius Bibulus; родился в 102 году до н. э. или несколько ранее — умер в конце февраля 48 года до н. э.) — древнеримский государственный деятель и военачальник из плебейского рода Кальпурниев, консул 59 года до н. э. Был коллегой Гая Юлия Цезаря по ряду магистратур, начиная как минимум с эдилитета в 65 году до н. э., и неудачно противостоял его начинаниям. Во время своего консульства, тоже совместного с Цезарем, фактически отказался от исполнения должностных обязанностей в знак протеста против действий коллеги.
Марк Кальпурний стал зятем Марка Порция Катона Младшего и выдвинулся наряду с ним в лидеры консервативной части сената, которая в 50-е годы до н. э. начала поддерживать Гнея Помпея Великого. В 51—50 годах до н. э. управлял провинцией Сирия, которой тогда угрожали парфяне; Бибул смог улучшить ситуацию, инспирировав междоусобную войну в Парфии. В гражданской войне между Цезарем и Помпеем Марк Кальпурний занял сторону последнего. Он стал командующим флотом и в этом качестве в конце 49 года до н. э. пытался помешать Цезарю переправить войска из Италии на Балканы. Когда эта переправа всё же состоялась, Бибул установил блокаду цезарианской армии в Эпире. Он потерпел неудачу и в этом и умер от болезни во время боевых действий.

## Биография

### Происхождение

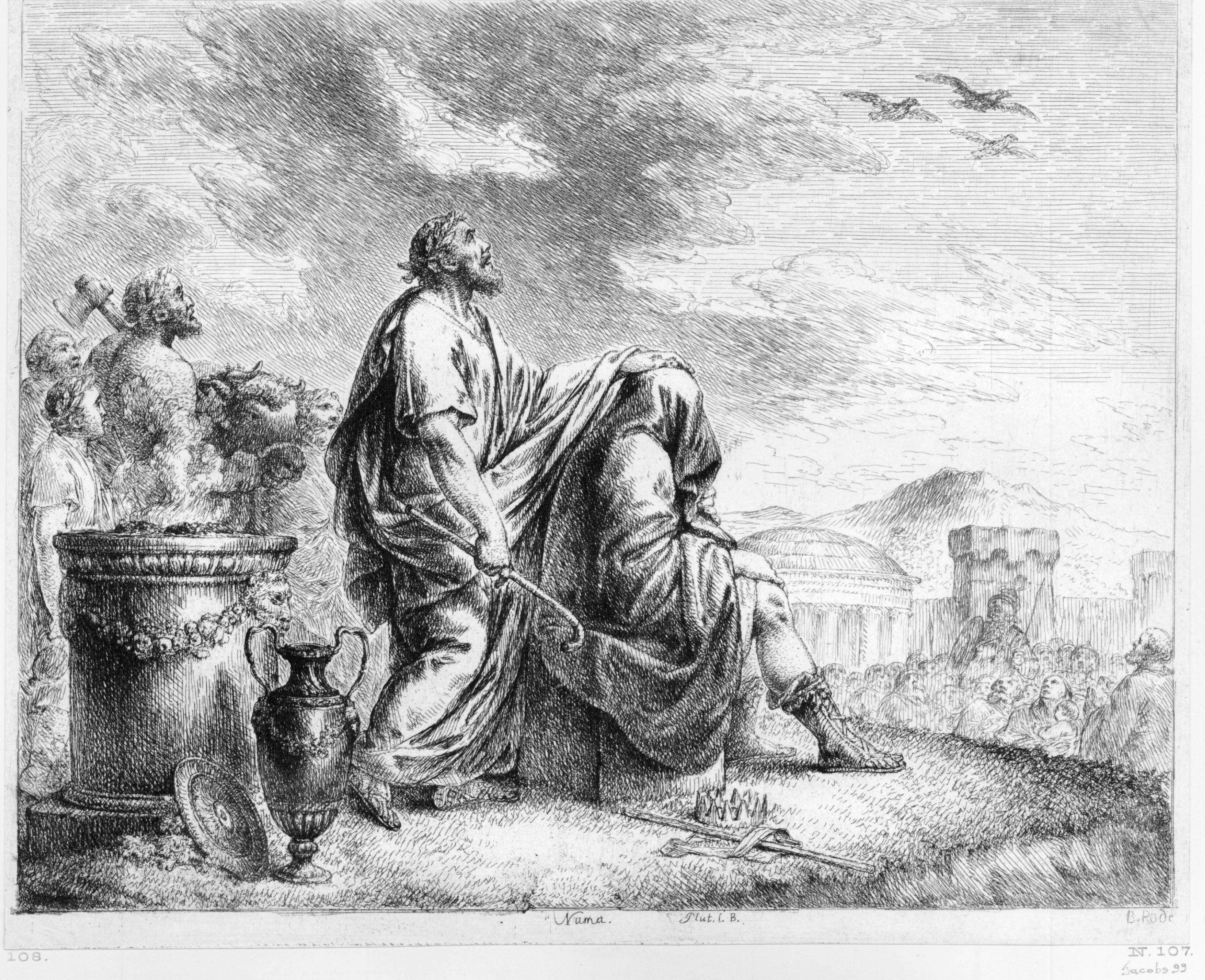
Легендарный предок Марка Кальпурния Бибула Нума Помпилий советуется с богами

Бибул происходил из плебейского рода Кальпурниев, представители которого считали своим предком Кальпа — мифического сына второго царя Рима Нумы Помпилия (к Нуме возводили свои родословные также патриции Эмилии, плебеи Пинарии и Помпонии). Наиболее известной ветвью этого рода было семейство Пизонов, возвысившееся до консульских должностей в начале II века до н. э. Бибулы же до Марка Кальпурния вообще ни разу не упоминались в источниках; известны только двое представителей рода Публициев с этим когноменом, жившие во второй половине III века до н. э.
Отец Марка Кальпурния, согласно Капитолийским фастам, носил преномен Гай; больше ничего о его происхождении неизвестно. Предположительно Бибул по своему рождению принадлежал к сенатскому сословию, хотя и был в некотором роде новым человеком (ни один из его предков не был консулом). На его как минимум относительную знатность указывает то, что он рано был избран курульным эдилом — до того, как стал зятем Марка Порция Катона. При этом невозможно установить степень родства между Бибулом и Пизонами.

### Начало карьеры
Точная дата рождения Марка Кальпурния неизвестна. Исходя из дат его магистратур и требований Закона Виллия, в историографии пишут о 102 годе до н. э. как самой поздней дате. Характерной особенностью политической карьеры Бибула стало то, что все курульные должности он делил с Гаем Юлием Цезарем. Историк М. Грей-Фоу называет это «исключительной неудачей»: обладавший блестящими способностями и безупречной родословной Цезарь явно затмевал Марка Кальпурния, вызывая в нём сильнейшую ненависть, «которая простиралась гораздо далее основных политических разногласий».
Неизвестно, когда Марк Кальпурний занимал должность квестора — первую в политической карьере каждого римского нобиля. При этом современный российский антиковед А. Егоров пишет, что Бибул был коллегой Цезаря и по этой магистратуре тоже; в этом случае речь идёт о 69 или 68 годе до н. э. В 65 году Марк Кальпурний был курульным эдилом. Существует предположение, что Цезарь, родившийся в 100 году до н. э., добился от сената разрешения занимать курульные должности на два года раньше по сравнению с требованиями Закона Виллия. Недовольные этим противники Гая Юлия добились избрания его коллегой Бибула, который уже применительно к этим событиям характеризуется как «стойкий оптимат». В качестве эдила Марк Кальпурний организовывал игры совместно с Цезарем (в апреле Мегалезийские, в сентябре — Римские), которые поразили римлян своей роскошью, но при этом слава досталась исключительно Гаю Юлию. Светоний сообщает о горькой шутке, которую Марк Кальпурний отпустил по этому поводу. «Марк Бибул открыто признавался, что его постигла участь Поллукса: как храм божественных близнецов на форуме называли просто храмом Кастора, так и его совместную с Цезарем щедрость приписывали одному Цезарю». Гай Юлий со своей стороны позже писал, что именно со времён эдилитета Бибул питал к нему вражду.
В 63 году до н. э. Бибул одержал победу на выборах преторов. В числе его коллег, помимо Цезаря, были Квинт Туллий Цицерон, Луций Марций Филипп, Марк Валерий Мессала Нигер. О поведении Бибула уже после выборов в те дни, когда был раскрыт заговор Катилины (декабрь 63 года), источники ничего не сообщают, но, принадлежа к консервативной части сената, Марк Кальпурний должен был поддержать Марка Порция Катона, требовавшего смертной казни для заговорщиков. Иную, более снисходительную, позицию занял Цезарь; тем не менее казнь состоялась. В следующем году, уже вступив в должность, Бибул участвовал в разгроме разрозненных групп катилинариев, поднявших восстания в разных частях Италии: он подавил мятеж в землях пелигнов, которым руководили отец и сын Марцеллы.
Существует вероятность того, что и в следующий после претуры год Бибул был в некотором смысле коллегой Цезаря. Последний стал наместником Дальней Испании, а имя римского должностного лица, правившего в 61 году соседней провинцией — Ближней Испанией, неизвестно. Между тем одна из античных надписей (CIL 2.3422), сохранившаяся только фрагментарно и в копии, упоминает некоего Марка Кальпурния Бибула, построившего что-то в Новом Карфагене. Эта надпись может относиться именно к 61 году до н. э. и к Марку Кальпурнию, сыну Гая.

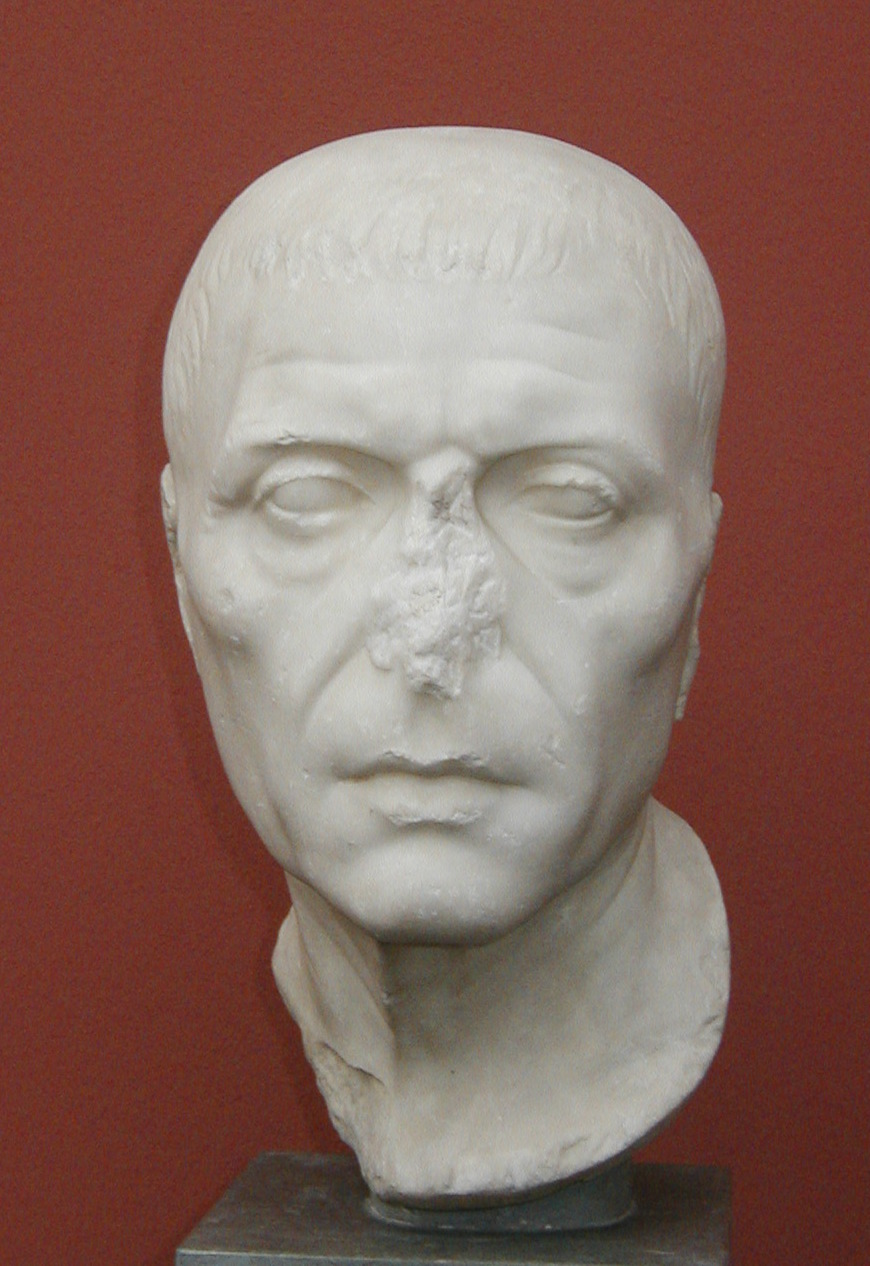
Бюст, отождествляемый с Катоном Младшим. Новая глиптотека Карлсберга, Копенгаген

В эти годы получило своё развитие противостояние между Бибулом и Цезарем. Источники сообщают о происходивших между коллегами ссорах во время претуры. Есть мнение, что до определённого момента Марк Кальпурний должен был чувствовать себя в этом противостоянии более уверенно: Цезарь выглядел в глазах римского нобилитета как авантюрист, подозреваемый в связях с Катилиной, не имеющий опоры и погрязший в долгах. Бибул же в это время уже имел определённые (хотя и скромные) военные заслуги и пользовался поддержкой консервативной части сената. Уже тогда эта поддержка могла быть связана со свойством между Марком Кальпурнием и одним из наиболее влиятельных сенаторов, Марком Порцием Катоном: последний, хотя и был младше Бибула, выдал за него свою дочь.
В историографии нет единого мнения о том, когда был заключён этот брак. Есть мнения в пользу 66/65, 64, 60 или 59/58 года до н. э. Благодаря этой женитьбе союз Бибула с Катоном стал ещё крепче. Марк Кальпурний в этом союзе находился на вторых ролях, что отразилось и на его семейной жизни: по словам М. Грей-Фоу, «над супружеской парой по-прежнему властвовал Катон». Тем не менее исследователи причисляют Бибула к руководителям сенатской factio — олигархической группировки, которую объединяли как политические интересы, так и личные связи. Помимо Бибула и Катона, к вождям этой группировки принадлежал Луций Домиций Агенобарб, женатый на ещё одной Порции, тётке жены Марка Кальпурния. Эти трое нобилей, по мнению С. Утченко, главенствовали в сенате уже в 65 году до н. э.
Factio Катона и Бибула вела подчёркнуто консервативную политику, демонстрируя свою приверженность «нравам предков». В конце 60-х годов до н. э. она выступала против Гнея Помпея Великого, который вернулся в Италию после ряда громких побед на Востоке и мог попытаться захватить власть с помощью преданной ему армии. Руководимое Катоном и Бибулом сенатское большинство отклонило предложения Квинта Цецилия Метелла Непота разрешить Помпею заочное избрание консулом и предоставить ему командование в войне с Катилиной, всячески откладывало решение вопросов о наделении ветеранов Помпея землёй и об утверждении его распоряжений на Востоке. Попытки полководца договориться с «партией» Катона (в частности, Помпей хотел жениться на одной из дочерей или племянниц Марка Порция) закончились неудачей. Чтобы вырвать городской плебс из-под влияния Цезаря, который в эти годы действовал в интересах Помпея, сенаторы увеличили число получателей бесплатного хлеба, так что государственные расходы по этой статье выросли на огромную сумму — семь с половиной миллионов денариев в год.
Когда Цезарь вернулся из Испании после наместничества (60 год до н. э.), политическая ситуация резко изменилась. Гай Юлий заключил союз с Гнеем Помпеем и самым богатым человеком Рима Марком Лицинием Крассом. Целью союза было, помимо всего прочего, обеспечение избрания Цезаря консулом на следующий год, 59 до н. э., а в дальнейшем — подтверждение распоряжений Помпея на Востоке и ряд реформ.
Консерваторы в ответ выдвинули своего кандидата — Бибула (Катон не мог баллотироваться, поскольку ещё не достиг нужного возраста и не занимал обязательную промежуточную должность претора). Помимо тестя, Марка Кальпурния поддержали Марк Туллий Цицерон, Луций Лициний Лукулл и другие видные политики. Бибул попытался через Гая Кальпурния Пизона заключить союз с третьим кандидатом — Луцием Лукцеем, человеком незнатным, но очень богатым, — но тот предпочёл поддержать Цезаря и подкупать избирателей от имени обоих. Тогда союзники Бибула снабдили последнего деньгами для ответных действий. «Сам Катон не отрицал, что это совершается подкуп в интересах государства». Борьба была крайне острой, и обе стороны потратили огромные деньги; в конце концов победу на выборах одержали Марк Кальпурний и Гай Юлий.

### Консулат

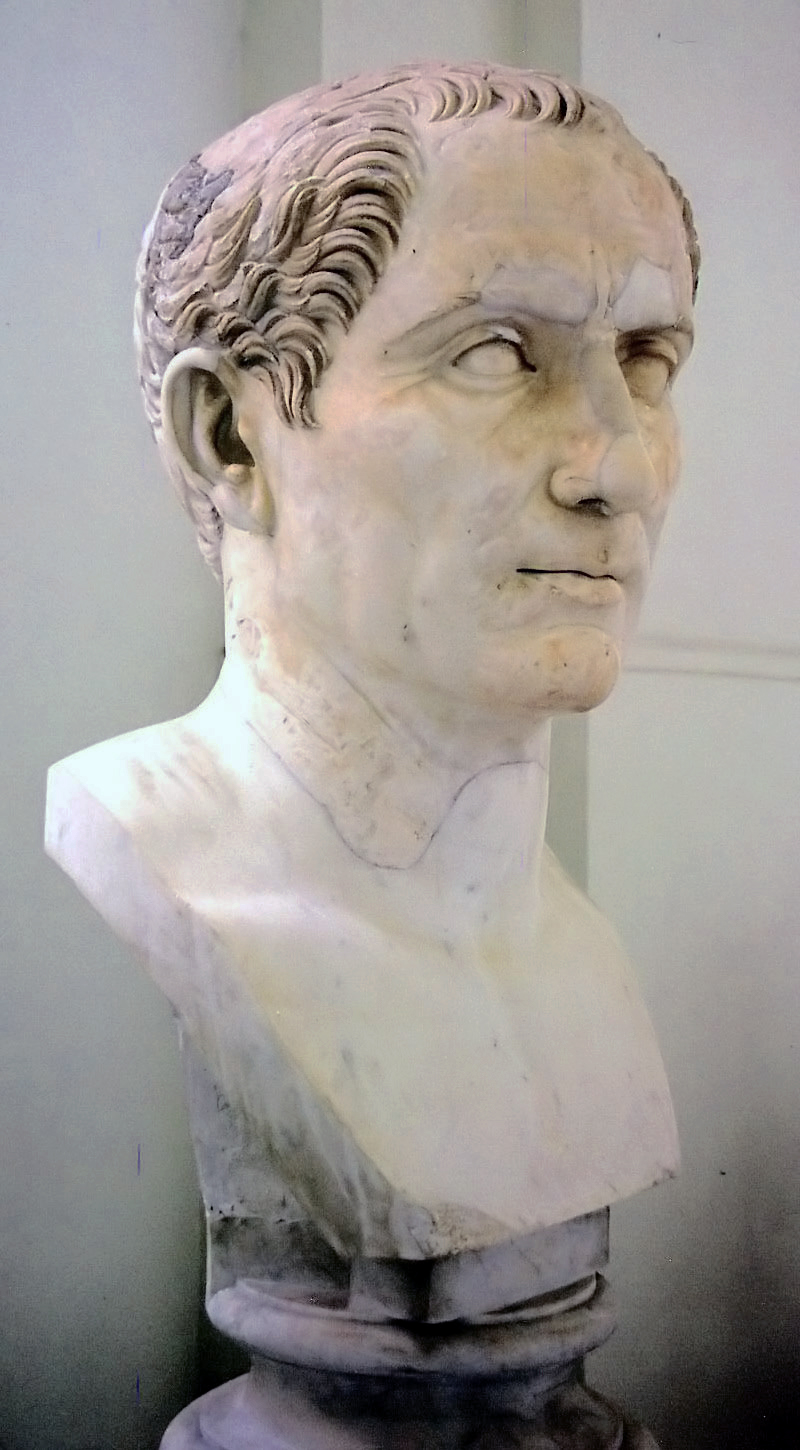
Гай Юлий Цезарь. Бюст, созданный приблизительно в правление Траяна (начало II века н. э.)

Сенат ещё до выборов, чтобы обезвредить Цезаря, постановил, что ни один из консулов 59 года до н. э. не получит в управление заморские провинции. Сферой полномочий обоих магистратов должны были стать «леса и пастбища». В результате консулы остались в Риме, и деятельность Бибула в течение консульского года сводилась к противодействию инициативам Цезаря — традиционно неудачному. Уже в начале года Гай Юлий предложил проект аграрного закона, согласно которому предполагалось выкупать землю в Италии на деньги, полученные благодаря победам Помпея, и раздавать её малоимущим гражданам. Бибул и Катон возглавили сопротивление этой инициативе. Их поддержали Луций Лициний Лукулл, Гай Скрибоний Курион-старший, Квинт Цецилий Метелл Целер, Марк Фавоний, Марк Петрей. В результате Цезарю пришлось перенести обсуждение в народное собрание, сославшись на «чёрствость и высокомерие сенаторов».
Марк Кальпурний и трое поддерживавших его народных трибунов постоянно заявляли, что небесные знамения неблагоприятны для созыва народного собрания; в конце концов Цезарь назначил дату голосования по своему законопроекту вопреки этим запретам. Тогда сенаторы, собравшись в доме Бибула, решили противодействовать Цезарю в собрании. Но в решающий день Марка Кальпурния даже не пустили на форум: сторонники триумвиров «на голову Бибулу вывернули корзину навоза, затем напали на его ликторов и изломали им розги, и, наконец, полетели камни и дротики». Закон был принят. На следующий день Марк Кальпурний предложил было сенату отменить закон по формальным основаниям, но никто из сенаторов не решился его поддержать и пойти таким образом против плебса: сенаторы даже поклялись, что будут выполнять требования Lex Iulia. Кроме того, Цезарь утвердил распоряжения Помпея на Востоке, которые ранее отказался утверждать сенат, добился принятия закона о вымогательствах, в котором детально регламентировались обязанности провинциальной администрации, и снижения на одну треть арендной платы для публиканов. В конце года он получил чрезвычайные полномочия в обеих галльских провинциях на пять лет.
Марк Кальпурний, убедившись, что не может противостоять коллеге, заперся в своём доме до окончания консульства. Он постоянно следил за знамениями, объявлял их все неблагоприятными для созыва народного собрания и периодически издавал эдикты, которые, согласно Цицерону, активно читали и переписывали горожане. Эти политические памфлеты, «достойные Архилоха», были настолько популярны, что в тех местах, где их тексты выставляли на всеобщее обозрение, невозможно было пройти из-за огромных скоплений народа. В них Марк Кальпурний раскрывал скандальные подробности частной жизни триумвиров. Именно к этим текстам может восходить приведённый Светонием перечень римских матрон, которые изменяли своим мужьям с Цезарем: это были жена Красса Тертулла, жена Помпея Муция Терция, жена Авла Габиния Лоллия, жена Сервия Сульпиция Руфа Постумия. Кроме того, Марк Кальпурний называл Цезаря «царицей Вифинии», имея в виду слухи о том, что в юности Гай Юлий был любовником царя Никомеда IV. Именно на эдикты Бибула ссылается Светоний, рассказывая о так называемом «первом заговоре Катилины», в котором участвовали в 66 году до н. э. Цезарь, Красс, Публий Корнелий Сулла; в современной историографии распространено мнение, что этот «первый заговор» является пропагандистским мифом, который придумал Цицерон, а Бибул доработал, сделав своего врага главным заговорщиком.
Несмотря на такую активность Бибула, Цезарь большую часть года правил фактически единолично: сенат он не созывал, а народное собрание полностью контролировалось триумвирами. Некоторые римляне даже стали в насмешку называть 59 год «годом Юлия и Цезаря». Светоний приводит в биографии Цезаря такой «стишок»:

В консульство Цезаря то, а не в консульство Бибула было:

В консульство Бибула, друг, не было впрямь ничего.
— Светоний. Божественный Юлий, 20, 2.
В течение года популярность триумвиров заметно упала; С. Утченко связывает это с тем, что триумвират, в котором общество видело сначала орудие борьбы против всесильного сената, сам превратился в авторитарный правящий орган. Изменения в настроении общества видны в связи с назначением даты очередных выборов. Цезарь запланировал их на конец июля, а Бибул перенёс на 18 октября; против этого переноса выступил Помпей, а Гай Юлий попытался направить толпу народа к дому Бибула, чтобы заставить его отменить своё решение, но на его призыв никто не откликнулся. Народный трибун Публий Ватиний хотел арестовать Марка Кальпурния, но Цезарь его остановил и подчинился в этом вопросе коллеге.
Позже (предположительно в начале октября) имело место так называемое «дело Веттия»: некто Луций Веттий заявил в народном собрании о существовании заговора, цель которого — убийство Помпея. В числе заговорщиков он назвал ряд представителей аристократической молодёжи (Гая Скрибония Куриона, Марка Юния Брута, Луция Эмилия Лепида Павла, Публия Корнелия Лентула Спинтера) и видных политиков — Луция Лициния Лукулла, Луция Домиция Агенобарба, Бибула. Ликтор последнего, по словам Веттия, дал ему кинжал. Но этим показаниям никто не поверил, вскоре Веттий умер в тюрьме, и реальных последствий дело не имело. Звучали предположения, что в действительности это была провокация Цезаря, направленная в том числе против Марка Кальпурния.
Очередными выборами руководил Цезарь, и консулами на следующий год стали сторонники триумвиров — помпеянец Авл Габиний и тесть Цезаря Луций Кальпурний Пизон Цезонин. Но при этом в числе преторов оказались Агенобарб и ещё один сторонник «сенатской партии» Гай Меммий.
В конечном итоге, по словам Саллюстия, «консулат, эта самая высокая власть, принёс величайшее бесчестие» Марку Кальпурнию. В самом конце года Бибул подвергся атакам ещё и со стороны Публия Клодия Пульхра, чьё усыновление плебеем он пытался ранее опротестовать. 10 декабря 59 года до н. э. Клодий стал народным трибуном и сразу предложил пересмотреть Элиев и Фуфиев законы об ауспициях: именно на эти законы Марк Кальпурний опирался, говоря о неблагоприятных предзнаменованиях. Инициатива трибуна получила одобрение народного собрания в январе, и с этого момента голосование в народном собрании можно было проводить в любые дни, а наблюдать небесные знамения в такие дни запрещалось.

### Переход на сторону Помпея
В последующие годы Бибул играл одну из ведущих ролей в сенате, оставаясь вместе с Катоном и Агенобарбом принципиальным врагом триумвиров. Известно, что летом 58 года до н. э. он неожиданно получил поддержку от Публия Клодия Пульхра, ставленника Цезаря. Клодий собрал сходку и перед лицом народа заставил Марка Кальпурния ещё раз заявить, что все законы Гая Юлия были приняты вопреки ауспициям; отсюда трибун сделал вывод, что сенат должен отменить эти законы. Но этот шаг фактически был только попыткой шантажа: Клодий таким образом показывал Цезарю, что тот должен ценить союз с ним. Эта демонстрация произошла из-за появления информации, что Цезарь готов поддержать возвращение из изгнания Цицерона — врага Клодия.

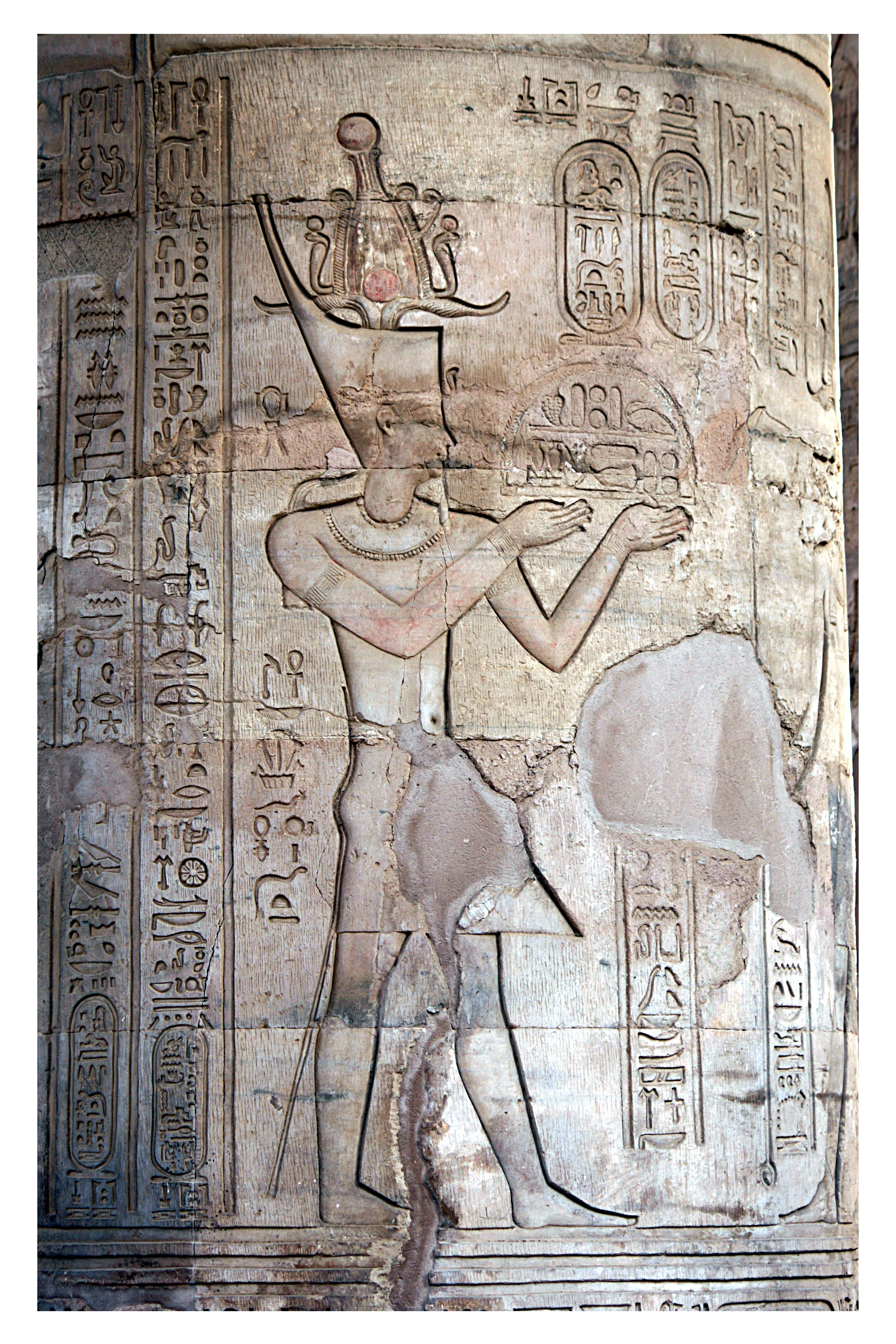
Изображение царя Птолемея XII Авлета в храме в Ком-Омбо

Цицерон тем не менее вскоре вернулся в Рим. В 57 году до н. э. именно Марк Кальпурний предложил сенаторам принять постановление о незаконности разрушения Клодием дома Цицерона; это предложение было принято. В 56 году Марк Кальпурний принял активное участие в дебатах о том, как именно помочь египетскому царю Птолемею XII Авлету вернуться на престол. Триумвиры добивались того, чтобы в Египет направили Помпея во главе армии; Луций Лициний Лукулл и Квинт Гортензий Гортал предлагали поручить эту миссию наместнику Киликии Публию Корнелию Лентулу Спинтеру, а Бибул предложил поручить восстановление Авлета на престоле не армии, а трём послам, причём выбрать на эту роль частных лиц. Это был открытый демарш против Помпея, который в то время организовывал поставки в Рим продовольствия и был облечён империем с чрезвычайными полномочиями. В конце концов царю пришлось обратиться к наместнику Сирии Авлу Габинию, который вернул его в Александрию за огромную взятку, а позже был вынужден из-за этого уйти в изгнание.
В 53 году до н. э. Красс погиб в походе против парфян, а отношения между Цезарем и Помпеем начали ухудшаться. В этих условиях консервативная часть сената, включая Марка Кальпурния, начала сближение с Помпеем. Известно, что в 52 году до н. э. именно Бибул первым высказался за избрание Помпея единственным консулом, мотивируя это тем, что «либо под его управлением всё пойдёт на лад, либо, по крайней мере, Рим окажется в рабстве у сильнейшего и достойнейшего из граждан». Это предложение было принято благодаря поддержке Катона. Исследователи полагают, что решение поддержать Помпея далось Бибулу нелегко и было принято только из-за вражды с Цезарем. В любом случае события 52 года означали заключение прочного союза между Помпеем и оптиматами при формальном лидерстве Помпея.

### Наместничество в Сирии
Во время консулата Помпея был принят закон о назначении наместниками провинций тех нобилей, которые были консулами и преторами как минимум пять лет назад. Это повлияло и на карьеру Бибула: в 51 году до н. э. он был назначен наместником Сирии с полномочиями проконсула. Сам Марк Кальпурний отнёсся к этому назначению без какого-либо энтузиазма и явно не спешил в провинцию; в результате он оказался в Сирии только в декабре, хотя в принципе мог принять власть ещё летом. Одновременно правителем соседней Киликии стал Марк Туллий Цицерон. В Риме высказывалось мнение, что обоим наместникам следует разрешить набрать в Италии пополнения для провинциальных армий, но против высказался консул Сервий Сульпиций Руф, и набор не состоялся.
Сразу по прибытии в провинцию Бибул ради славы начал военные действия против племён, живших на горе Аман, на границе между Сирией и Киликией, но потерпел поражение. В бою он потерял целую когорту, причём первую, включая примипила Асиния Дентона и всех прочих центурионов; погиб также военный трибун Секст Луцилий. Главной задачей проконсула было противостояние парфянской угрозе, остававшейся очень серьёзной после гибели армии Красса: в сентябре 51 года до н. э., всего за три месяца до прибытия Бибула, проквестор Гай Кассий Лонгин отбил очередное вторжение парфян, угрожавшее Антиохии, но те по-прежнему контролировали Верхнюю Сирию. Положение римской администрации было непрочным из-за недовольства ею местного населения, малочисленности в этом регионе римских граждан и неопределённой позиции вассальных царей.

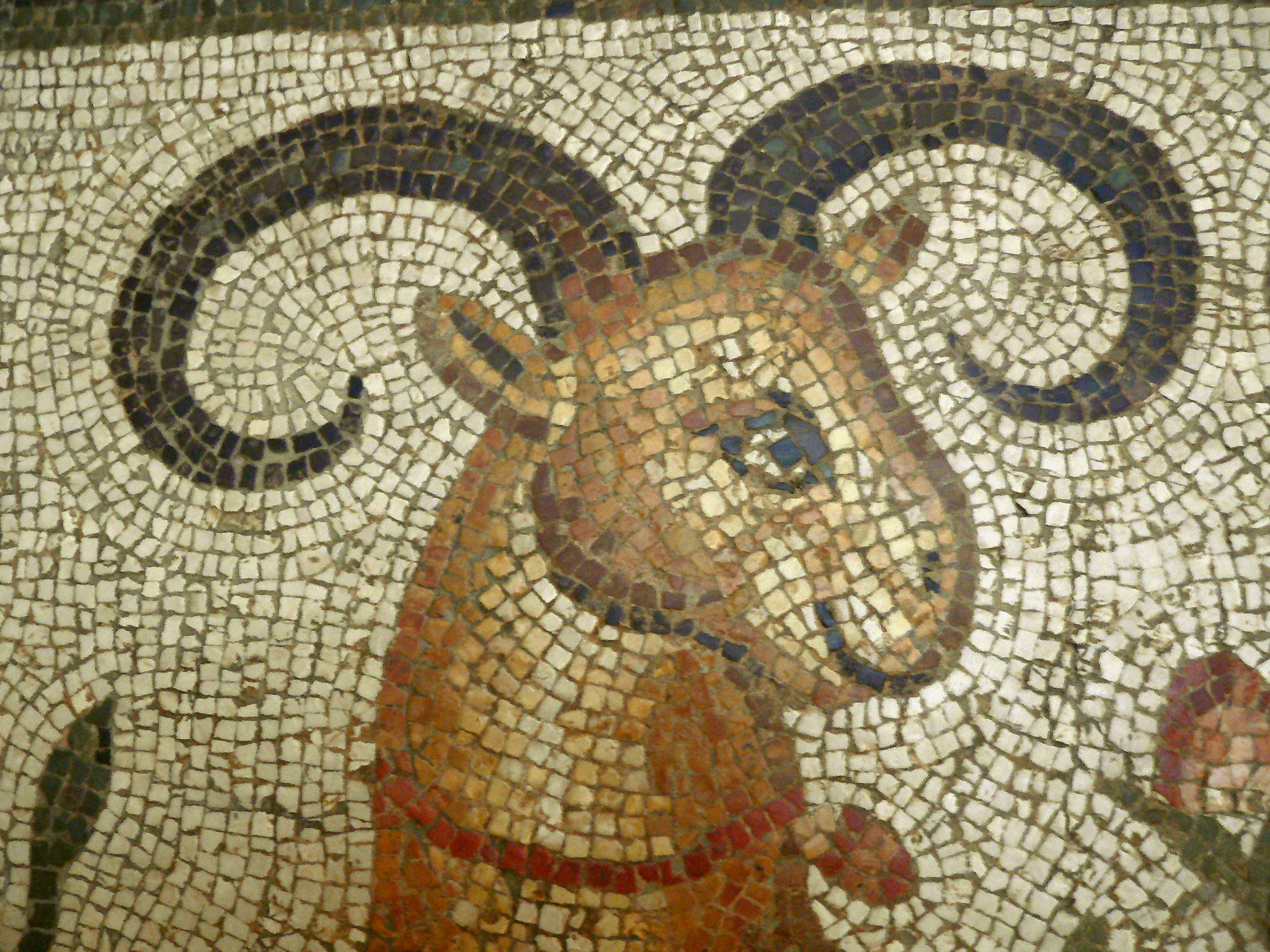
Римская мозаика из Антиохии, Лувр

Источники сообщают, что в это самое время в Александрии римские солдаты, оставленные там одним из предыдущих наместников Сирии Авлом Габинием, убили двух сыновей Бибула. Какие-либо подробности неизвестны, но существует гипотеза, что Марк Кальпурний направил сыновей в Египет именно за этими солдатами, чтобы усилить таким образом оборону своей провинции. Габинианцы же не захотели отказываться от спокойной жизни в Египте ради возвращения к суровой дисциплине римского лагеря; к тому же в их глазах Бибул был одним из виновников изгнания Габиния, их бывшего командира. А потому они отказались подчиниться приказу и убили двух юных Кальпурниев — предположительно с одобрения фактических правителей Египта Ахиллы и Потина.
Цицерон, следивший за ситуацией в соседнем регионе, в одном из писем Аттику от 26 июня 50 года до н. э. сообщает, что Бибул удручён горем, но тем не менее «несёт все труды по ведению войны», которая в это время была в Сирии «в самом разгаре». При этом «легаты, и квестор, и друзья» Марка Кальпурния активно отправляли Цицерону просьбы о помощи; отсюда в историографии возникло предположение, что Бибул, подавленный горем, «стал временно неспособен к каким-либо решениям или действиям». Сам Цицерон упоминал неоднократные заявления Бибула о том, что он ни за что не попросит помощи, и считал это проявлением «беспричинной вражды». Кроме того, Марк Кальпурний регулярно сообщал о положении в своей провинции пропретору Азии Квинту Минуцию Терму, а Цицерону не направил ни одного письма, хотя Киликия была существенно ближе к Сирии, чем Азия. Причиной такого поведения наместника могли быть хорошие отношения, существовавшие в этот период между Цицероном и Цезарем.

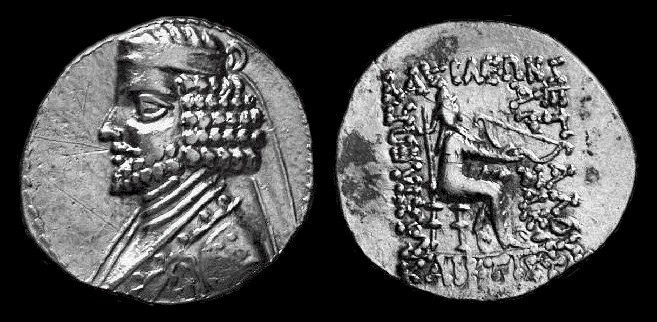
Монета Орода II Парфянского

Позже Марк Кальпурний смог инспирировать распри внутри династии Аршакидов: согласно Диону Кассию, он посеял подозрения между царём Ородом II и его сыном Пакором, действовавшим в Сирии. В результате царевич увёл свои войска за Евфрат, и провинция получила на какое-то время мир. К периоду наместничества Бибула относятся ещё два упомянутых в источниках эпизода. Проконсул отказался исполнять требования закона о провинциальной отчётности, поскольку этот закон был принят Цезарем во время их совместного консульства; в результате квестору Бибула Гнею Канинию Саллюстию пришлось обращаться за советом ко всё тому же Цицерону. Кроме того, царица Египта Клеопатра прислала Бибулу убийц его сыновей в цепях. «Но он, смирив свою скорбь терпимостью, немедленно приказал вернуть палачей его плоти и крови назад к Клеопатре невредимыми, заметив, что правом наказания обладает сенат, но не он». Этот поступок противоречил требованиям pietas и остаётся загадочным. Проконсул мог таким образом дать понять, что царица должна отправить преступников в Рим. Но это не было сделано, и убийцы двух Кальпурниев так и остались безнаказанными.
Не позже осени 50 года до н. э., находясь ещё в провинции, Бибул начал добиваться триумфа, хотя, по словам Цицерона, «он, пока в Сирии был даже один вражеский солдат, ни ногой за порог, так же, как находясь дома — из своего дома». Марк Туллий провёл таким образом аналогию между наместничеством Бибула и его консулатом. Получив от проконсула письмо о его успехах (Цицерон, который тоже претендовал на триумф и ради этого нападал на всё ту же гору Аман с другой стороны, назвал это послание «бесстыднейшим»), сенат всё же ограничился назначением благодарственного молебствия, supplicatio.
Несмотря на временную стабилизацию обстановки, Бибул в своих донесениях сенату предсказывал, что следующим летом парфяне повторят вторжение, а поэтому просил о подкреплениях. Эти его просьбы стали для Помпея поводом, чтобы забрать у Цезаря два легиона, которые, правда, так и не были направлены в Сирию.

### Гражданская война и смерть

Римская Республика в 40-е годы до н. э.

Возвращение Марка Кальпурния в Рим заняло много времени, хотя он явно должен был торопиться из-за быстро развивавшейся в конце 50 — начале 49 годов до н. э. конфронтации между Цезарем и Помпеем. В Италии Бибул оказался только в марте 49 года, когда уже шла гражданская война. К этому времени Цезарь контролировал Рим, а его враги сосредоточили свои силы на юге, в Брундизии; тем не менее известно, что в марте Марк Кальпурний был на севере Италии, в районе Формий, — возможно, он забрал оттуда жену и детей. Не позже осени Бибул всё же присоединился к Помпею, сделавшему своей основной базой Фессалонику в Македонии.
Марк Кальпурний получил командование над флотом Помпея, несмотря на полное отсутствие опыта военных операций на море; есть предположение, что это назначение вместе с предоставлением проконсульских полномочий следует отнести к марту 49 года или даже к более раннему времени, когда Бибул ещё отсутствовал на театре военных действий. Согласно Плутарху, Помпей изначально хотел передать флот Катону, но позже остановился на его зяте. Здесь могла сыграть свою роль принципиальность Катона, который по своему формальному рангу претория был ниже, чем консуляр Бибул; кроме того, перед этим Катон без боя оставил свою провинцию Сицилия, и это могло отразиться на его репутации как военачальника.

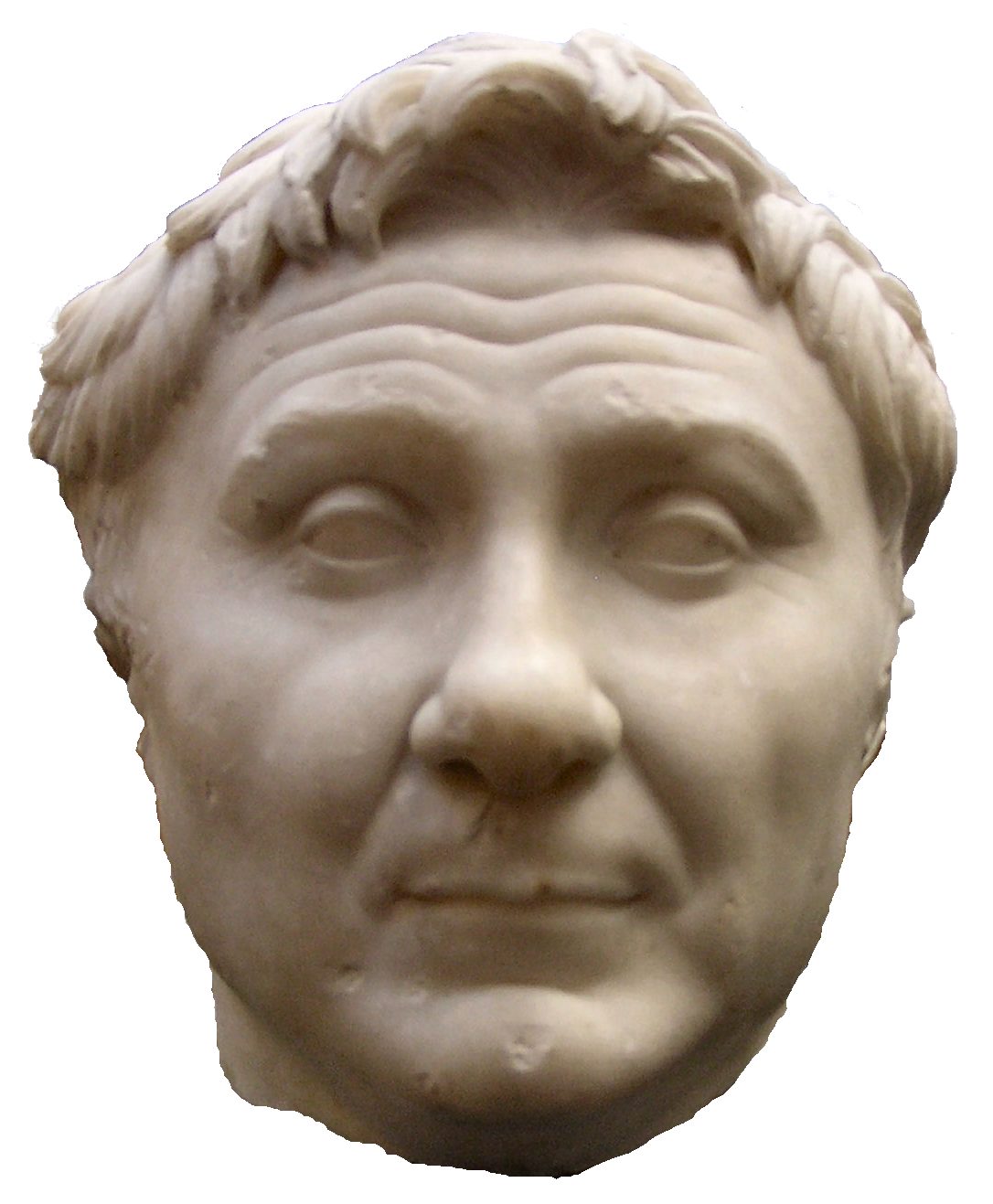
Гней Помпей Великий. Бюст из Новой глиптотеки Карлсберга в Копенгагене

Мощный флот, полностью господствовавший на море, должен был играть ключевую роль при осуществлении планов Помпея по блокаде Италии. Под началом Бибула, по разным оценкам, оказалось 128, 500 или даже 600 кораблей, взятых у восточных вассалов Рима. Они делились на шесть эскадр, среди командиров которых, подчинявшихся Бибулу, были Гней Помпей Младший, Гай Клавдий Марцелл, Луций Скрибоний Либон. Основные силы во главе с самим Марком Кальпурнием базировались на острове Керкира, на побережье Эпира и Иллирии. Их задачей было не допустить переправу Цезаря с армией из Южной Италии на Балканы. Поскольку зимой Адриатическое и Ионическое моря всегда были малопригодны для плавания из-за сильных штормов, в конце 49 года Бибул поставил свои корабли в доки, а гребцов отпустил на берег. Цезарь использовал это, чтобы 5 января 48 года высадить 7 легионов у Керавнийских скал.
Для Бибула это стало полной неожиданностью. Тем не менее он успел настигнуть в открытом море корабли легата Квинта Фуфия Калена, отправленного Цезарем в Брундизий за следующей партией легионеров. 30 кораблей Бибул захватил и тут же приказал сжечь вместе с экипажем. Проявленную при этом жестокость М. Грей-Фоу назвал «не имеющей аналогов в античных морских войнах». После этого Марк Кальпурний занял все гавани в этой части балканского побережья, так что Калену пришлось отказаться от идеи переправить подкрепления к Цезарю; только один его корабль, не имевший на борту солдат, всё же поплыл на восток, но попал в руки Бибула. Последний приказал казнить всех пленных, включая рабов и даже нескольких детей. После этого отдельные помпеянские эскадры предприняли нападения на Брундизий и Салоны, а Бибул перенёс свою основную базу с Керкиры в Орик. Теперь его задачей было отрезать Цезаря от Италии, и на достижении этой цели Марк Кальпурний сосредоточил все свои душевные и физические силы. Он даже перестал сходить с корабля на берег «и не пренебрегал никаким трудом и служебным делом».
Цезарь, в свою очередь, начал занимать города на побережье, чтобы лишить Бибула гаваней. Он заставил сдаться Орик и Аполлонию, после чего другие города Эпира начали сами переходить на его сторону. У помпеянского флота появились трудности из-за нехватки продовольствия, воды и дров. В этой ситуации Бибул и присоединившийся к нему Либон начали переговоры с легатами Цезаря Марком Ацилием и Луцием Стацием Мурком (предположительно инициатива исходила от Либона, получившего соответствующий приказ от Помпея): они попросили временное перемирие и возможность встретиться лично с Гаем Юлием. Ацилий и Мурк ответили согласием.
На встречу с Цезарем явился только Либон, объяснивший, что Бибул «уклонился от переговоров, чтобы своей вспыльчивостью не испортить дела, которое сулит важные перспективы и очень большую пользу». Р. Сайм в связи с этим замечает, что Цезарь любил приписывать вспыльчивость (iracundia) своим врагам: это же качество он упоминает в эпизоде с Ариовистом. Договориться не удалось: Цезарю нужно было отправить своих представителей Помпею, а Либон и Бибул отказывались гарантировать им безопасность, прося только о продлении перемирия, чтобы улучшить своё положение. Поэтому боевые действия возобновились.
Между тем здоровье Марка Кальпурния оказалось полностью расшатанным. По словам Цезаря, он заболел «от холода и от напряжённых трудов» и не смог оправиться от болезни, поскольку отказывался сойти с корабля на берег ради лечения. Приблизительно в конце февраля 48 года до н. э. Бибул умер. Орозий сообщает, что он покончил с собой с помощью голода и «ночных бдений»; по словам Р. Сайма, Марк Кальпурний умер «от досады».

## Семья

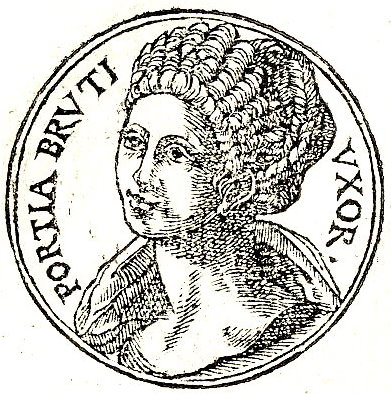
Порция (портретная фантазия XVI века)

В источниках упоминается только один брак Марка Кальпурния — с Порцией, дочерью Марка Порция Катона и Атилии; по матери эта матрона происходила от Гая Атилия Серрана, консула 106 года до н. э. Немецкий антиковед Ф. Мюнцер предполагал, что в браке с Порцией родились все трое сыновей Бибула: те двое, которые погибли в Александрии, и третий, Луций, который был отождествлён с упомянутым у Плутарха пасынком Марка Юния Брута. Но другие исследователи обратили внимание на то, что Катон женился на Атилии около 73 года до н. э., а двое их предполагаемых внуков погибли в Египте в 51 или 50 году, будучи, видимо, уже взрослыми людьми. Поэтому была выдвинута гипотеза о первом браке Бибула, заключённом, по мнению Р. Сайма, примерно одновременно с первым браком Катона, а по мнению М. Грей-Фоу, ещё раньше — в 85—82 годах до н. э. В этом браке и могли родиться двое его старших сыновей, юноши «выдающихся способностей». Они могли носить преномены Марк и Гай.
Рождение третьего сына Бибула, Луция, Р. Сайм датирует предположительно 68 годом до н. э. В этом случае и Луций должен был родиться в первом браке. Позже Бибул женился во второй раз — на Порции, которая родила ему, по крайней мере, двоих детей, но к 45 году оставался уже только один — маленький сын, позже написавший биографию своего отчима Брута. Именно его Мюнцер отождествляет с Луцием, предполагая, что у Марка-старшего было всего трое сыновей; по мнению Сайма, этот Бибул был четвёртым сыном, и его могли звать Гаем, как его деда.
Возможно, дочерью Бибула от первого брака была Кальпурния, которая около 40 года до н. э. стала женой Марка Валерия Мессалы Корвина и матерью Марка Валерия Мессалы Мессалина. Но это могла быть и представительница семейства Пизонов.
Когда Порция уже была замужем за Бибулом (в 56 году до н. э.), известный оратор Квинт Гортензий Гортал пытался уговорить её отца, чтобы тот передал дочь ему в жёны. Позже выяснилось, что в действительности Квинт Гортензий хотел жениться на супруге самого Катона Марции. Порция же через три года после смерти Марка Кальпурния вышла замуж во второй раз — за своего двоюродного брата Марка Юния Брута.

## Оценки личности и деятельности
Как правило, в изображении историков Марк Кальпурний не имеет самостоятельного значения: о нём пишут как о верном союзнике Катона и «придатке Цезаря — часто смехотворном», отмечая его упрямство, высокую принципиальность и посредственные интеллектуальные способности. Многие суждения о Бибуле в источниках принадлежат его врагам. В частности, Цезарь в своих «Записках о гражданской войне» упоминает вспыльчивость, злопамятность и жестокость Марка Кальпурния. Саллюстий называет Бибула «человеком скорее злобного, чем тонкого ума», хотя и признаёт за ним «храбрость и силу духа».
Мнения людей, не являвшихся политическими противниками Бибула, намного более благоприятны для него. Так, Валерий Максим пишет о Бибуле как образце умеренности; Марк Туллий Цицерон называет его в одной из своих речей 57 года до н. э. «храбрейшим человеком», а в трактате «Брут» говорит о присущем ему упорстве. «Он не был оратором, — сообщает Цицерон, — но писал очень усердно». Правда, и Марк Туллий в письме 50 года до н. э. охарактеризовал Марка Кальпурния как человека «малодушного, ничтожного и пустого». Бибулу приписывают стойкость в несчастье и готовность к самоотречению.
С. Утченко называет Марка Кальпурния «типичным представителем сенатских кругов», «бездарным и твердолобым», чья консервативная политика не имела никаких перспектив и только помогала Цезарю возвыситься — в частности, подтолкнув Помпея к союзу с ним в 60—59 годах до н. э. Р. Сайм пишет о Марке Кальпурнии как о бездарном флотоводце. М. Ростовцев отмечает его энергию и упорство, М. Грей-Фоу замечает, что он был лишён воображения, и винит Бибула в проигрыше Помпеем войны: по мнению историка, после победы над Каленом в январе 49 года до н. э. Марку Кальпурнию следовало блокировать италийские порты, и тогда поражение Цезаря стало бы неминуемым. По мнению Г. Ферреро, как раз внезапная смерть Бибула очень помогла цезарианцам, поскольку помпеянский флот в результате потерял как бдительность, так и единое командование.
Историк М. Грей-Фоу посвятил целую статью доказательству того, что Бибул стал жертвой психического расстройства, вызванного разнообразными жизненными неурядицами и связанным с ними ощущением собственной неполноценности: Марк Кальпурний постоянно проигрывал Цезарю, из-за чего был омрачён даже его консулат, который должен был стать венцом карьеры; он потерял двоих сыновей и не смог отомстить за них, хотя убийцы были у него в руках; он должен был мириться с вечным верховенством Катона, который был младше, обладал меньшей знатностью и меньшим объёмом заслуг. Всё это, по мнению М. Грей-Фоу, привело Бибула в последние месяцы его жизни к полноценному психическому расстройству, признаками которого стали маниакальная одержимость борьбой с Цезарем и беспримерная жестокость.
Этот же историк дал итоговую характеристику личности Марка Кальпурния Бибула:

Он был несимпатичным человеком (хотя, по-видимому, честным), ограниченным, глупым и упрямым, но, несомненно, по-своему он был хорошим отцом и хорошим мужем. Нельзя ставить ему в вину его ограниченность, и можно испытывать некоторое сочувствие к его судьбе.
— Gray-Fow М. The Mental Breakdown of a Roman Senator: M. Calpurnius Bibulus // Greece & Rome. — 1990. — Т. 37, № 2. — С. 189.

## В художественной литературе
Бибул является второстепенным персонажем романов Колин Маккалоу «Фавориты Фортуны» (1993 год), «Женщины Цезаря» (1996 год) и «По воле судьбы» (1997 год).